# Caldas de Reis
Caldas de Reis és un municipi de la província de Pontevedra a Galícia. Pertany a la Comarca de Caldas. Limita amb els municipis de Vilagarcía de Arousa, Catoira, Valga, Cuntis, Moraña, Portas i Vilanova de Arousa.
| 7.505 | 8.319 | 9.376 | 8.702 | 9.522 |
| Fonts: INE i IGE (Els criteris de registre censal variaren i les dades de l'INE i de l'IGE poden no coincidir.) |       |       |       |       |

## Parròquies
Arcos da Condesa (Santa Mariña), Bemil (Santa María), Caldas de Reis (San Tomé e Santa María), Caldas de Reis (Santa María), Carracedo (Santa Mariña), 	Godos (Santa María), Saiar (Santo Estevo), San Clemente de Cesar (San Clemente) i Santo André de Cesar (Santo André).

## Història
En aquesta localitat va néixer Alfons de Borgonya, net d'Alfons VI de Castella i fill d'Urraca I de Castella, que seria coronat Emperador com a Alfons VII de Castella, raó per la qual es diu "Caldas de Reis" 

## Galeria d'imatges

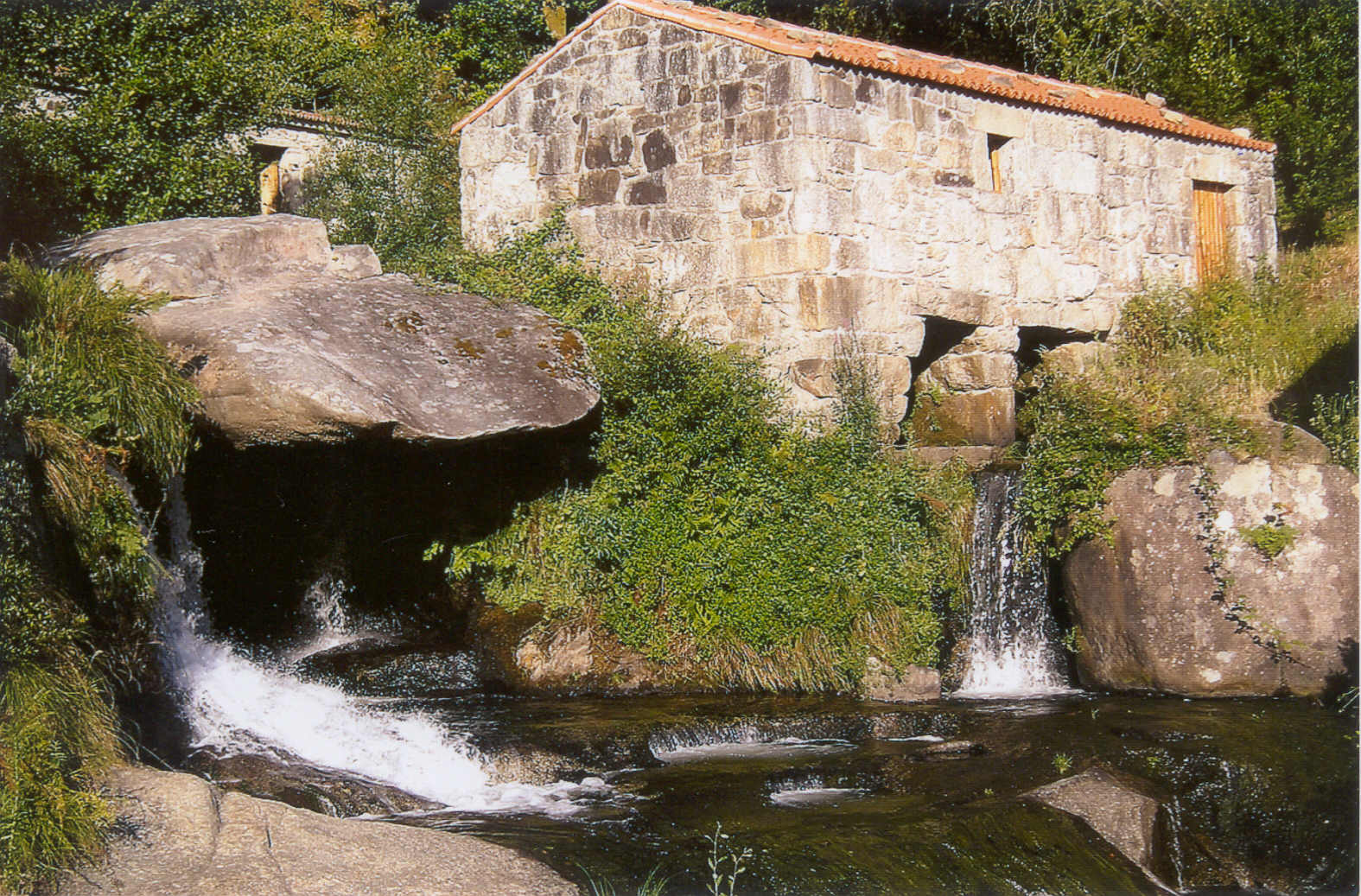
Molins
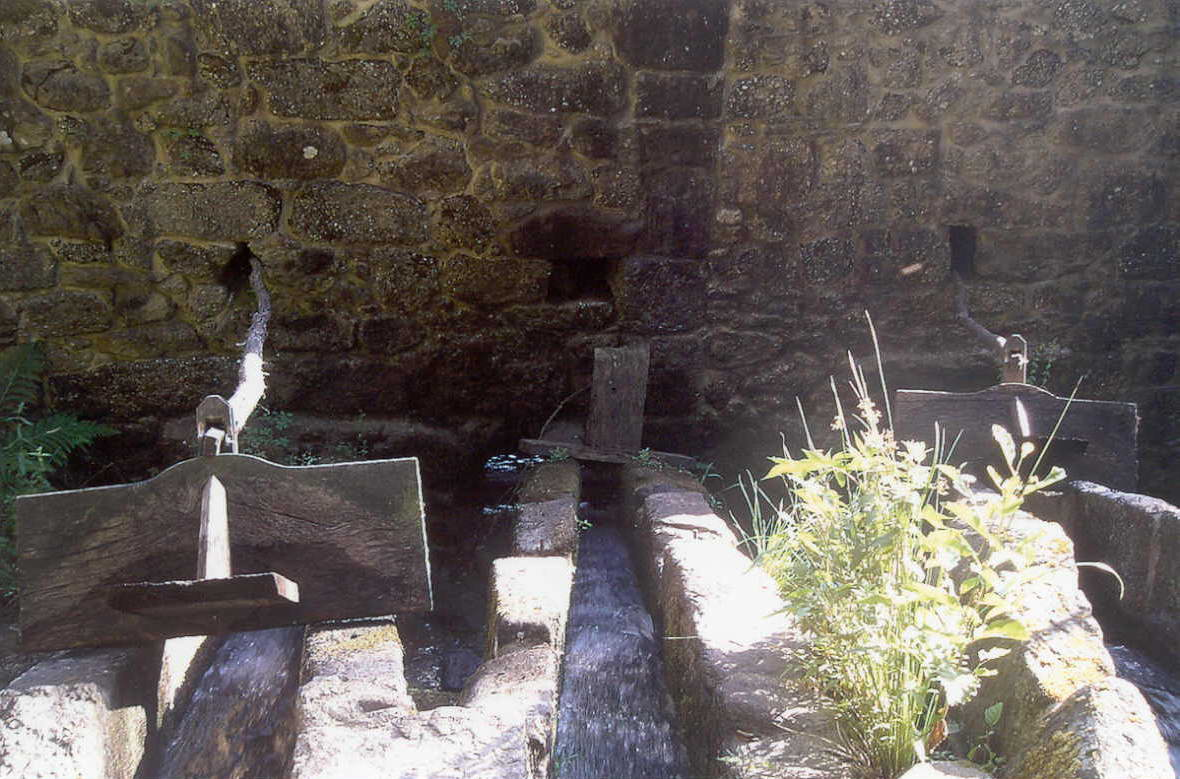
En el Molí
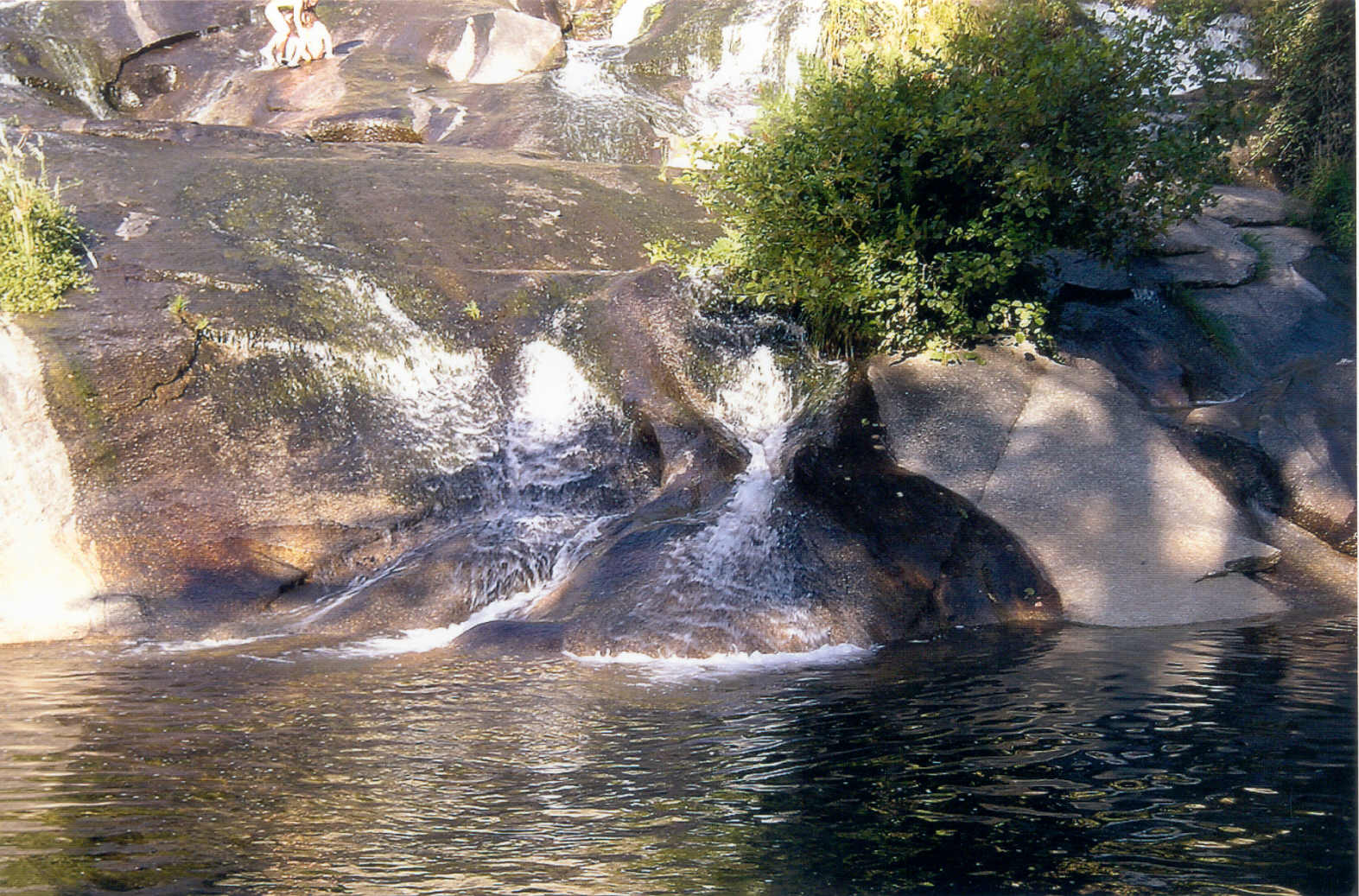
Caldas de Reis
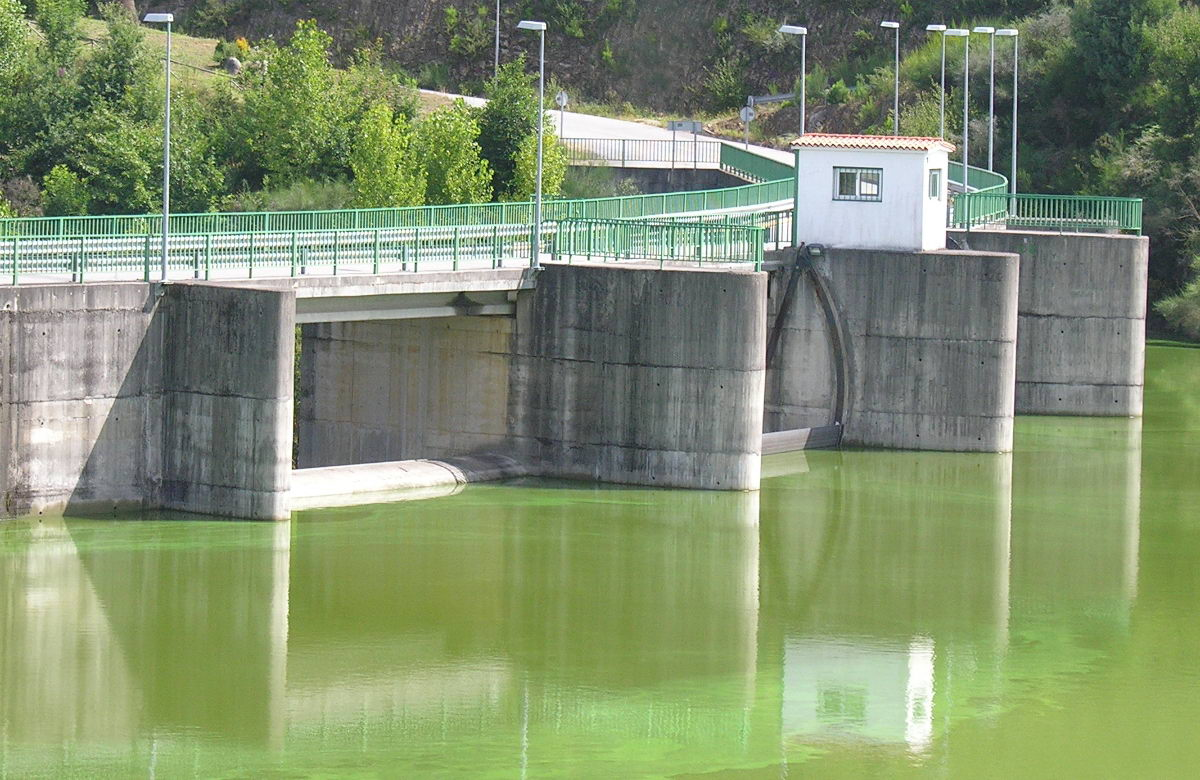
Esclusa al riu Umia a Caldas de Reis